# Brian Sedgemore
Brian Charles Sedgemore (* 17. März 1937; † 5. Mai 2015) war ein britischer Politiker, der zunächst zwischen 1974 und 1979 für die Labour Party den Wahlkreis Luton West im House of Commons vertrat und während dieser Zeit von 1977 bis 1978 auch Parlamentarischer Privatsekretär des damaligen Energieministers Tony Benn war. Sedgemore, der von 1983 bis 2005 den Wahlkreis Hackney South and Shoreditch im House of Commons vertrat, wechselte nach 24 Jahren als Hinterbänkler der Labour Party als Mitglied zu den Liberal Democrats.

## Leben

### Studium, Rechtsanwalt und Kolumnist
Sedgemore war der Sohn eines Fischers aus Devon, der zu Beginn des Zweiten Weltkrieges als Heizer an Bord des Passagierschiffes Rawalpindi ums Leben kam, als dieses am 23. November 1939 von den deutschen Schlachtschiffen Scharnhorst und Gneisenau südöstlich von Island versenkt wurde. Nach dem Besuch der 1850 gegründeten Hele’s School, einer Grammar School in Exeter, und der Ableistung des Militärdienstes (National Service) in der Royal Air Force begann er 1958 ein Studium im Studiengang Philosophy, Politics and Economics (PPE) an der University of Oxford, an der er anschließend ein postgraduales Studium im Fach Verwaltungswissenschaft absolvierte. In den 1960er Jahren war er ein aktiver Spieler in der Rugbymannschaft Stockwood Park XV.
Nach Abschluss des Studiums wurde Sedgemore Mitarbeiter im Ministerium für Wohnungsbau und Kommunalverwaltung und 1964 Privatsekretär des dortigen Parlamentarischen Staatssekretärs, Robert Mellish. Zugleich absolvierte er ein Studium der Rechtswissenschaften, das er 1966 mit der anwaltlichen Zulassung bei der Anwaltskammer (Inns of Court) von Middle Temple abschloss. Im Anschluss nahm er eine Tätigkeit als Barrister auf und beschäftigte sich schwerpunktmäßig mit Bürgerrechten. Daneben verfasste er unter dem Pseudonym Justinian Forthemoney eine Kolumne für die Satirezeitschrift Private Eye.

### Unterhausabgeordneter

#### WahlkreisLuton West1974 bis 1979
Als es wegen des Jom-Kippur-Krieges 1973 zu einer Ölpreiskrise kam, die eine Treibstoffreduzierung zur Folge hatte, ignorierte Sedgemore die Appelle der Regierung von Premierminister Edward Heath, freiwillig ein Tempolimit von 50 Meilen pro Stunde einzuhalten, und protestierte gegen die aus seiner Sicht sinnlosen Benzinrationierungen mit einer Rennfahrt auf dem M1 Motorway.
Sedgemore begann seine politische Laufbahn für die Labour Party in der Kommunalpolitik als Mitglied des Rates des London Borough of Wandsworth. Bei den Unterhauswahlen vom 28. Februar 1974 wurde er im neu geschaffenen Wahlkreis Luton West erstmals zum Mitglied des House of Commons gewählt und gewann dort mit einem deutlichen Vorsprung von 5.042 Stimmen. Während er 20.083 Stimmen (42,02 Prozent) erhielt, entfielen auf seinen Gegenkandidaten von der Conservative Party, Robert Atkins, 15.041 Wählerstimmen (31,47 Prozent).
Während seiner Parlamentszugehörigkeit begründete er seinen Ruf als Klassenkämpfer, der als Anhänger des führenden Politikers des linken Flügels der Labour Party, Tony Benn, eine sozialistische Planung durch staatliche Investitionen in der Privatwirtschaft forderte, deren Management er als „Pawlowsche Krüppel“ brandmarkte, und verurteilte jeden Versuch der damaligen Regierung Heath, die Lohnpolitik zu beeinflussen. Des Weiteren führte er eine erfolgreiche Kampagne gegen die Direktoren der 1974 zahlungsunfähig gewordenen Charterfluggesellschaft Court Line, von der zahlreiche Piloten in seinem Wahlkreis lebten.
Bei den darauf folgenden Wahlen vom 10. Oktober 1974 konnte er seinen Vorsprung gegenüber Atkins noch weiter ausbauen und hatte diesmal sogar 6.439 Stimmen mehr als dieser. Er bekam bei dieser Wahl 20.402 Wählerstimmen (46,74 Prozent), während auf Atkins nunmehr nur 13.963 Stimmen (31,99 Prozent) entfielen.

##### Unterstützer und Parlamentarischer Privatsekretär von Tony Benn
Als Benn als Industrieminister in die Kritik moderater Kabinettsmitglieder wegen seiner Pläne zur Schaffung eines Nationalen Unternehmensausschusses (National Enterprise Board) geriet, sprach sich Sedgemore für ihn aus. Beide arbeiteten eng zusammen bei dem Referendum 1975 über die Mitgliedschaft Großbritanniens in den Europäischen Gemeinschaften, dessen Ausgang er als einen Schritt in einen Einparteienstaat bezeichnete. Er war an nahezu jeder parteiinternen Hinterbänklerrevolte gegen die Wirtschaftspolitik der damaligen Labourregierungen von Harold Wilson und James Callaghan beteiligt und erstattete als Mitglied des Unterhausausschusses für Ausgaben (Select Committee on Expenditure) eine Reihe von Minderheitenberichte gegen den aus seiner Sicht traurigen Einfluss auf den pro-Tory eingestellten öffentlichen Dienst.
1976 verfasste er das Programm für eine alternative Wirtschaftspolitik der politischen Linken, das Einfuhrkontrollen, industrielle Mitbestimmung und die Verstaatlichung der Banken vorsah. Als Benn, nunmehr Energieminister, Sedgemore zu seinem Parlamentarischen Privatsekretär (Parliamentary Private Secretary) berufen wollte, verlangte Premierminister Callaghan eine Garantie hinsichtlich der Loyalität Sedgemores zur Regierungspolitik, auf die er allerdings nach einem Monat verzichtete, so dass Sedgemore das Amt als Parlamentarischer Privatsekretär Benns im Januar 1977 antreten konnte.
Dieses bekleidete er zwanzig Monate lang bis September 1978. Er zeigte seine Ablehnung gegen Teile der Regierungspolitik lediglich dadurch, dass er üblicherweise das Parlament verließ, wenn Schatzkanzler Denis Healey eine Rede hielt. Callaghan ordnete schließlich seine Entlassung an, nachdem er in einem Unterhausausschuss ein geheimes Kabinettsdokument über die erwarteten Auswirkungen eines britischen Beitritts zum Europäischen Währungssystem (EWS) vorstellte und damit Healey bloßstellte. Sedgemore versuchte seine Entlassung aufzuwerten, in dem er dies im Unterhaus als eine Frage der Ehre darstellte.

##### Wahlniederlage 1979
Bei den Wahlen vom 3. Mai 1979 verlor Sedgemore den Wahlkreis Luton West mit 246 Stimmen Unterschied knapp an seinen neuen Gegenkandidaten von der Conservative Party, John Russell Carlisle. Carlisle erhielt 21.230 Stimmen (44,09 Prozent), er hingegen 20.984 Stimmen (43,58 Prozent). In der Wahlnachbetrachtung bezeichnete der Pressesprecher der Labour Party, Percy Clark, den Gewinn der konservativen Tories als Arbeitssieg.
Danach wechselte er als Mitarbeiter zum Fernsehsender Granada Television, wenngleich ohne Erfolg. Seine erste Fernsehsendung über die Rassenunruhen im Liverpooler Stadtteil Toxteth 1981 wurde aus Furcht vor neuen Ausschreitungen zwischen Polizei und farbigen Einwohnern abgesetzt und er selbst nach seinem Protest suspendiert. Die zweite Sendung, die sich mit einem niemals herausgegebenen Papier der Bank of England sowie zwei Geheimdokumenten befassen sollte, wurde ebenfalls abgesetzt.
In den folgenden vier Jahren errang der Flügel um Tony Benn innerhalb des Parteiapparates wieder an Einfluss, insbesondere als die Parteirechten Shirley Williams, Roy Jenkins, William Rodgers und David Owen austraten und 1981 die Social Democratic Party gründeten. Als Tony Benn die Wahl zum stellvertretenden Parteivorsitzenden 1981 nur sehr knapp gegen Denis Healey verlor, wurde die Bedeutung der von Sedgemore unterstützten Parteilinken sehr deutlich. Er selbst fungierte zu dieser Zeit als Organisator der Parteilinken innerhalb des Koordinierungsausschusses der Labour Party und konnte, ohne Angst vor parteiinternen Konsequenzen, The Secret Constitution (1980) veröffentlichen, in dem er behauptete, dass der öffentliche Dienst verpflichtet sei, jedwede Art linker Regierung zu verhindern.

#### WahlkreisHackney South and Shoreditch1983 bis 2005
Bei den Wahlen vom 9. Juni 1983 wurde Sedgemore schließlich mit einer Mehrheit von 7.691 Stimmen im Wahlkreis Hackney South and Shoreditch wieder zum Abgeordneten in das House of Commons gewählt. Er erhielt bei seiner ersten Wahl in diesem Wahlkreis 16.621 Stimmen (43,3 Prozent), während sein Gegenkandidat von der Conservative Party, Peter J.P. Croft, lediglich 8.930 Wählerstimmen (23,3 Prozent) bekam. Der bisherige Wahlkreisinhaber der Labour Party, Ronald Brown, war ebenfalls zur Social Democratic Party gewechselt und kam mit 7.025 Stimmen (18,3 Prozent) auf den dritten Platz.
Er behielt diesen Wahlkreis fast 22 Jahre lang bis zu den Wahlen am 5. Mai 2005. Dabei errang er jeweils deutliche, zum Teil auch absolute Mehrheiten.
In der Folgezeit verlor er seinen Einfluss, als es Anfang der 1980er sowie der 1990er Jahre zu einer zur politischen Mitte orientierten Neuausrichtung der Partei unter Neil Kinnock, John Smith und Tony Blair kam, die ihm alle misstrauten, insbesondere nachdem seine Debattenbeiträge im Unterhaus brutaler wurden, wie zum Beispiel als er Margaret Thatcher und Edward Heath als „die Hure und den Seemann“ (‚the Harlot and the Sailor‘) bezeichnete. Er machte kein Geheimnis aus seiner Verachtung für New Labour. Er war ferner neben Enoch Powell der einzige Unterhausabgeordnete, der eine Veröffentlichung seiner Zinseinkünfte verweigerte.
Seinen größten Erfolg hatte Sedgemore, als er 1985 Betrugsvorwürfe beim Unternehmen Johnson Matthey Bankers (JMB) erhob, die zu polizeilichen Untersuchungen und einigen Verhaftungen führten. Selbst der damalige Schatzkanzler in der Regierung von Premierministerin Margaret Thatcher erklärte dazu: „Ich denke, dass ich Ihnen eine Tätigkeit beim Betrugsdezernat verschaffen könnte“ (‚I think I could get you a job in the Fraud Squad‘). Andererseits wurde er für fünf Tage aus dem Unterhaus ausgeschlossen, nachdem er Lawson, den er als „wehleidigen kleinen Kindskopf“ (‚snivelling little git‘) bezeichnete, Rechtsbeugung im Fall JMB vorwarf.
Sedgemore trat jahrelang für eine Lockerung des Verleumdungsrechts ein, kritisierte allerdings 1990 den früheren Unterhausabgeordneten Robert Kilroy-Silk, dass er nunmehr eine Ausweitung des Rechts zur Blasphemie favorisierte, nachdem es zu Kontroversen über das Buch Die satanischen Verse von Salman Rushdie gekommen war und er ein Schwinden muslimischer Wähler fürchtete. Ferner verspottete er Robert Leigh-Pemberton, den Gouverneur der Bank of England wegen seiner regulatorischen Fehler als „nutzlosen Versager“ (‚useless deadbeat‘) und war nicht weniger kritisch gegenüber dessen Nachfolger Eddie George nach dem Zusammenbruch der Barings Bank 1995.

### Bruch mit der Labour Party und Wechsel zu den Liberal Democrats
In einer Rede verunglimpfte er 1998 die in den vergangenen Jahren erfolgte Aufnahme weiblicher Labourabgeordneter, denen wie den „Frauen von Stepford… ein Chip ins Gehirn eingepflanzt wurde, um sie aufnahmefähig zu machen“ (‚Stepford Wives… who’ve had the chip inserted into their brain to keep them on message‘). Letztlich führte sein Bruch mit der Labour Party und sein Wechsel zu den Liberal Democrats bei den Wahlen am 5. Mai 2005 auch zu einem Verlust des Ansehens bei den ihm noch wohlgesinnten Parteifreunden.
Wenngleich Sedgemores Verhalten einen gewissen Anteil am Zugewinn der Liberal Democrats bei den Wahlen 2005 hatte, so brachte dieser die Partei zunehmend in Verlegenheit, insbesondere als er 2007 auf dem Parteitag der Liberaldemokraten den neuen Labourpremierminister Gordon Brown persönlich angriff.
Aus der 1964 mit Audrey Reece geschlossenen Ehe ging ein Sohn hervor.

## Veröffentlichungen
- The How and Why of Socialism, 1977
- Mr Secretary of State, 1978
- The Secret Constitution, 1980
- Pitiless Pursuit, 1994
- The Insider’s Guide to Parliament, 1995